# Carabela Santa María de la Exposición Iberoamericana de Sevilla de 1929
Con motivo de la Exposición Iberoamericana de Sevilla de 1929, se concibió el propósito de una reconstitución de la carabela Santa María, la nave capitana de Cristóbal Colón que utilizó en su primer viaje al Nuevo Mundo en 1492.
Torcuato Luca de Tena, gestor de la idea, se lo expuso en 1926 al almirante Honorio Cornejo, Ministro de Marina quien, ofreció su realización al teniente de navío Julio Guillén Tato que publicó en 1927 su memoria La carabela "Santa María". Apuntes para su reconstitución.
En el Real Decreto-ley del Ministerio de Marina de 22 de junio de 1927 se autorizó la construcción de la nave para la que se concedíó un crédito de 220.000 pesetas.
El encargo de construcción se confió a los astilleros gaditanos propiedad de Horacio Echevarrieta, así dispuesto en la Real Orden de 24 de noviembre de 1927 y con arreglo a los planos presentados por Julio Guillén para los que contó con la colaboración del general José Quintana y del ingeniero de la Armada Juan Campos. Los trabajos fueron dirigidos por el ingeniero Juan Antonio Aldecoa de los astilleros Echevarrieta.
En el acto de botadura en el puerto de Cádiz, bendijo el casco el capellán Juan Javaloyes y actuó de madrina la niña María Felisa Aldecoa Lacombe.
Disponía de cuatro palos: mesana, mayor, trinquete y cebadera; para salvamento y otros oficios, de una chalupa con capacidad para diez hombres y un batel para 52. Estaba dotada de cuatro velas de cáñamo con una superficie, la cebadera de 27'42 metros cuadrados; para cubierta, dos toldos: uno de damasco y otro de lona.
La cámara del comandante presentaba el aspecto de un auténtico museo colombino: mesa rústica, escudos y emblemas, arcón...
En la construcción, algunas partes visibles del casco fueron ejecutadas mediante herramientas de mano, cuyo diseño (de la época) fue resuelto por Julio Guillén. De este modo quiso ofrecer con absoluto realismo la tosquedad en el acabado que se entiende para las construcciones de finales del siglo XV.
Fondeó en el Puerto de Sevilla escoltada por una división de la Armada Española y por una flotilla portuguesa siendo recibida en el puerto de Sevilla el día 8 de mayo de 1929 por los reyes de España, Alfonso XIII y Victoria Eugenia de Battenberg y las infantas Beatriz y Cristina. La nave fue anclada en las proximidades del pabellón de la Marina, de modo que se incorporó a la exhibición del propio pabellón.
Tras causar baja en la Armada en 1943 fue transportada a Cartagena por el Tarifa, se hundió en las aguas alicantinas de Villajoyosa, Alicante.

## Lista de tripulantes de la reconstitución de 1929
Todos los tripulantes de la nave:
Oficiales
- TN Julio Guillén Tato (Comandante de la Santa María.)
- TN Álvaro Urdáiz
- Maestre-escuela de navío Rafael García Angullo (contramaestre)
- Daniel Araoz (piloto)
- Joaquín Miguel (piloto)
- Antonio Díaz Roche (lombardero)
- Luis Sánchez Pinzón (alguacil)
- José Núñez Palomino (escribano)
- Capitán médico Cesáreo Ripoll (físico)

Marinería
- Tripulación de marineros.

|  | - La tripulación de la carabela junto a los RR Alfonso XIII y Victoria Eugenia, las infantas Beatriz y Cristina y el general Primo de Rivera |
|  | --- |

## Reconstitución de 1951
En 1951 se hizo una reconstitución de la carabela para el rodaje de la película española Alba de América y dirigida por Juan de Orduña. Se rodó en la cala de Benidorm

.
Posteriormente, tras repintarse para cambiar su apariencia externa, fue utilizada en el rodaje de otras películas como la de Tres historias de Amor (Érase una vez, 1953) de Hugo Fregonese, la de Simbad y la princesa (The 7th Voyage of Sinbad, 1958), el documental Cristoforo Colombo de Vittorio Cothafavi (1968) y el documental ficcionado Paisaje con figuras de Carlos Serrano (1983), escenario de conferencias "Clausura de la Semana Hispánica por Eduardo Carranza", el Homenaje al embajador de Filipinas don León María Guerrero o la representación teatral El libro de Cristóbal Colón.